# Lazar Lazarević
Lazar Lazarević (Hotanj Hutovski, 1838-Mostar, 1919) fue un sacerdote croata de Herzegovina que se desempeñó como diputado de la Diócesis de Trebinje-Mrkan desde 1867 y administrador espiritual de la Diócesis de Mostar-Duvno desde 1910 hasta 1912. 

## Biografía

### Primeros años
Lazarević nació en 1838 en Hotanj Hutovski, cerca de Neum, en el Eyalato de Herzegovina. Desde 1853 hasta 1865 fue educado en Roma, en la Pontificia Universidad Urbaniana, donde fue ordenado sacerdote en 1865. Fue nombrado capellán en Prenj, y en 1867 fue nombrado párroco en Stolac y provicario de la diócesis de Trebinje-Mrkan, que en ese momento estaba administrada por el obispo de Dubrovnik

### Levantamiento de Herzegovina
Durante el levantamiento herzegovino contra el Imperio otomano en 1875, las autoridades otomanas le pidieron a Lazarević que intentara pacificar a los católicos involucrados en el levantamiento; sin embargo, fracasó. Por miedo, no regresó a su parroquia, sino que partió hacia Dubrovnik el 1 de julio de 1875. Muchos otros sacerdotes también huyeron a Dalmacia, junto con la población católica. Muchas iglesias y casas fueron destruidas.

### Ocupación austro-húngara
Durante las discuciones sobre la organización de la Iglesia en Bosnia y Herzegovina, el gobernador de Dalmacia, el general Gavrilo Rodić, y el obispo de Dubrovnik, Ivan Zaffron, se opusieron a la idea de que Trebinje-Mrkan debería estar exento de la jurisdicción del obispo de Dubrovnik, sin embargo, la población católica y el clero quería su propio obispo. Zaffron más tarde apoyó la iniciativa y propuso al obispo Ljudevit Ćurčija. Desde 1853 hasta 1865 fue educado en Roma como nuevo obispo de Trebinje-Mrkan. 
Sin embargo, el gobierno austrohúngaro no pudo cumplir con estas solicitudes debido a las obligaciones financieras y la consideración de los ortodoxos orientales, ya que no podía permitir que los católicos, que eran menos numerosos, tuvieran más obispos que los ortodoxos orientales, por lo que acordó en la Convención de 1881 dejar Trebinje-Mrkan bajo la administración del obispo de Dubrovnik.
Los católicos de Trebinje-Mrkan se sintieron frustrados por la falta de ayuda material de las nuevas autoridades, así como por la inactividad del nuevo obispo de Dubrovnik Mato Vodopić. Además, el obispo Paškal Buconjić de Mostar-Duvno usurpó sistemáticamente las partes norte y noreste de la diócesis de Trebinje-Mrkan para su propia diócesis.
Lazarević escribió a la Congregación para la Evangelización de los Pueblos el 11 de junio de 1887, solicitando nuevamente el nombramiento del nuevo obispo y la protección de los católicos de las nuevas autoridades. En el verano del mismo año, Lazarević también escribió al gobierno austrohúngaro en Sarajevo sobre la invasión del obispo Buconjić en Trebinje-Mrkan, sin embargo, su petición no tuvo una respuesta positiva. Lazarević también advirtió a Vodopić sobre sus deberes como administrador apostólico, pero el obispo Vodopić no mostró mucho interés.
El jefe de la Congregación, el cardenal Giovanni Simeoni, pidió al secretario de Estado, el cardenal Mariano Rampolla, que ayudara a mejorar la condición de los católicos en Trebinje-Mrkan. El cardenal Rampolla informó sobre la situación al Papa, quien solicitó nuevas negociaciones con el gobierno austrohúngaro. El cardenal Luigi Galimberti, nuevo nuncio en Viena, inició las negociaciones con el ministro de Relaciones Exteriores, el conde Gustav Kálnoky, y le presentó la carta del cardenal Rampolla. Kálnoky, a su vez, informó al ministro de Finanzas Béni Kállay sobre la situación y en junio de 1888 ordenó una investigación sobre las pretensiones de Buconjić a Trebinje-Mrkan.
Nuevamente, el 5 de septiembre de 1888, el clero de Trebinje-Mrkan solicitó al nuncio Galimberti el nuevo obispo y solicitó que el obispo Buconjić respetara las fronteras de Trebinje-Mrkan, según lo establecido en el decreto papal Ex hac augusta de 1881.
Finalmente, el 17 de junio de 1889, el gobierno austro-húngaro de Sarajevo y el Ministerio Conjunto de Finanzas presentaron su propuesta a Galimberti, en la que sugerían que el obispo de Mostar-Duvno administrara Trebinje-Mrkan. El motivo principal de tal propuesta no fue el descontento de la población ortodoxa oriental. El gobierno austrohúngaro también solicitó que el obispo de Mostar-Duvno, aunque solo era un administrador apostólico, debería tener una jurisdicción regular en Trebinje-Mrkan y que pudiera nombrar a los franciscanos para los deberes sacerdotales cardenales. Simeoni y Rampolla estuvieron de acuerdo con la primera propuesta, pero rechazaron las dos últimas. El gobierno austrohúngaro fue informado de su decisión el 23 de septiembre de 1889. La Congregación ordenó que el obispo de Mostar-Duvno administrara Trebinje-Mrkan el 16 de junio de 1890, decisión confirmada por el Papa el 8 de julio de 1890. Con el nuevo decreto, el obispo Buconjić extendió su jurisdicción a toda Herzegovina.

### Vida en Mostar, últimos años y muerte
Después de que el obispo de Mostar-Duvno Paškal Buconjić asumiera la administración de Trebinje-Mrkan en 1890, Lazarević se trasladó a Mostar, donde se desempeñó como asesor del obispo de Trebinje-Mrkan. En 1907, fue nombrado vicario general de las dos diócesis de Herzegovina.
Buconjić murió en Mostar el 8 de diciembre de 1910. Según lo solicitado por la ley canónica, el 19 de diciembre de 1910, el arzobispo metropolitano Josip Stadler nombró a Lazarević administrador en asuntos espirituales de las dos diócesis de Herzegovina después de la muerte de Buconjić. El cuidado material de las diócesis estuvo a cargo del franciscano Radoslav Glavaš.
El clero de Trebinje-Mrkan volvió a solicitar su propio obispo y solicitó el nombramiento de Lazarević y, más tarde, el de Anđelko Glavinić, párroco de Trebinje. Sin embargo, Stadler quería nombrar a su propio vicario general Stjepan Hadrović para la oficina episcopal. El clero de Trebinje-Mrkan vio esto como una traición y se opuso ferozmente al plan de Stadler.
Alojzije Mišić, el candidato del gobierno para el cargo episcopal, escribió a su compañero franciscano y administrador apostólico de Bania Luka Marijan Marković, diciéndole que el gobierno le había advertido que los franciscanos harían todo lo posible para retener la sede episcopal de Mostar.
Después de todas las fricciones sobre el candidato a obispo en Mostar, las autoridades austrohúngaras propusieron oficialmente a Mišić para el cargo el 5 de enero de 1912. El Papa aceptó la propuesta y Mišić fue proclamado nuevo obispo el 29 de abril de 1912
Lazar Lazarević murió en Mostar en 1919.